# Bójská poušť
Bójská poušť je označení spjaté se střetem dáckých a keltských kmenů někde v prostoru středního Podunají, který skončil fatální porážkou keltských kmenů.
V 60. letech 1. století před n. l. se na scéně středního Podunají, osídleného a ovládaného Kelty objevili Dákové, sídlící v dnešním Rumunsku, vedení králem Burebistou. Dácký vliv je postižitelný v hmotné kultuře závěru doby laténské na Slovensku a i na území Moravy jsou patrné stopy v podobě řady nalezených dáckých mincí. V roce 60 př. n. l. (podle novějších bádání však 48 nebo dokonce až 40 př. n. l.) porazili keltské vojsko kmenového svazu středodunajských Bójů a Taurisků vedené králem Kritasirem a ovládli dočasně středodunajský prostor; tato porážka byla tak drtivá, že v antických zprávách (Plinius Starší) se o ní hovoří jako o „bójské poušti“. Je otázka, zda vedle dalších faktorů i tato neblahá událost (včetně možné epidemie, která mohla válečný střet následovat) neovlivnila fatálně další vývoj i na českém území, tedy zda nebyla jedním z důvodů, proč moravští Keltové opustili svůj domov. Kolem zlomu letopočtu však byla oblast dáckého panství obsazena od jihu Římany, ze severu germánskými Kvády.